# Johann Georg Altmann
Pour les articles homonymes, voir Altmann.
Johann Georg Altmann, né le 21 avril 1695 à Zofingue et mort le 18 mars 1758 à Anet, est un pasteur et intellectuel suisse du XVIIIe siècle.

## Biographie
Son père, Johann, est pasteur et maître à l'école. Il étudie la théologie à Berne, est consacré pasteur en 1725. C'est un représentant typique des lumières bernoises. Il écrit contre les piétistes, historien, naturaliste et auteur de travaux sur les Alpes. 

## Source
- Hanspeter Stucker, « Johann Georg Altmann » dans le Dictionnaire historique de la Suisse en ligne.
- Johann Georg Altmann, Essai d'une description historique et physique des montagnes helvetiques  (Illustrations et textes), ainsi que L'état et les délices de la Suisse (illustrations et textes), sur Viatimages.